# Părva Profesionalna Futbolna Liga
La Părva Profesionalna Futbolna Liga (in bulgaro Първа професионална футболна лига?, Prima lega calcistica professionistica), nota anche con l'acronimo PPFL, è l'associazione che organizza la Părva liga, la massima divisione del campionato bulgaro di calcio.

## Storia
Sotto il regime comunista il calcio era fintamente dilettantistico e l'associazione dei club non esisteva. Con la fine della dittatura, anche il paese balcanico si dotò di un'organizzazione privatistica dello sport nazionale.
Una prima lega professionistica fu costituita nel 1994. Dopo una serie di bancarotte, tra cui quella del maggior club del paese, il CSKA Sofia, nel 2016 la federcalcio bulgara decise di intervenire patrocinando la fondazione della lega attuale.